# Cor van der Hoeven
Cor van der Hoeven (Amszterdam, 1921. május 12. – Amszterdam, 2017. február 1.) válogatott holland labdarúgó, fedezet.

## Pályafutása
1938 és 1948 között a DWS, 1948 és 1951 között az Ajax, majd a Wilhelmina Vooruit labdarúgója volt. 1950-ben három alkalommal szerepelt a holland válogatottban.